# 桑木镇
桑木镇，是中华人民共和国贵州省遵义市习水县下辖的一个乡镇级行政单位。

## 行政区划
桑木镇下辖以下地区：
桑木街道社区、大山村、土河村、银厂村、当坝村、桐卷村、河山村、香树村、共和村、上坝村和森林村。

## 旅游景点
桑木温泉，位于二郎河上游。